# Åke Runnquist
Åke Runnquist, född 23 maj 1919 i Adolf Fredriks församling, Stockholm, död 23 april 1991 i Matteus församling, Stockholm, var en svensk förlagsman och litteraturkritiker.

## Biografi
Runnquist blev fil. kand. vid Stockholms högskola 1945 och var från 1944 anställd vid Albert Bonniers Förlag. Han var biträdande redaktör för Bonniers litterära magasin 1945–1948 och redaktör 1949–1961. Från 1956 ingick han i den litterära förlagsledningen på Bonniers, och 1960 utsågs han till förlagets direktör.
Runnquist utgav en stor mängd antologier och litterära handböcker. Ett av hans stora intressen var kriminallitteratur, och han var en av grundarna av Svenska Deckarakademin 1971.
Åke Runnquist har blivit utpekad som författaren bakom pseudonymen Bo Balderson, bland annat av professor Tuulikki Pietilä. Efter Åke Runnquists död 1991 har inga nya statsrådsböcker utkommit. Det är dock ännu oklart vem eller vilka som låg bakom böckerna. 

### Privatliv
Åke Runnquist var son till advokaten Sven Runnquist och Maggie, född Ancker. Från 1946 var han gift med Ingrid Hökerberg. Han är begravd på Bromma kyrkogård.